# Bülow-Denkmal (Bodetal)

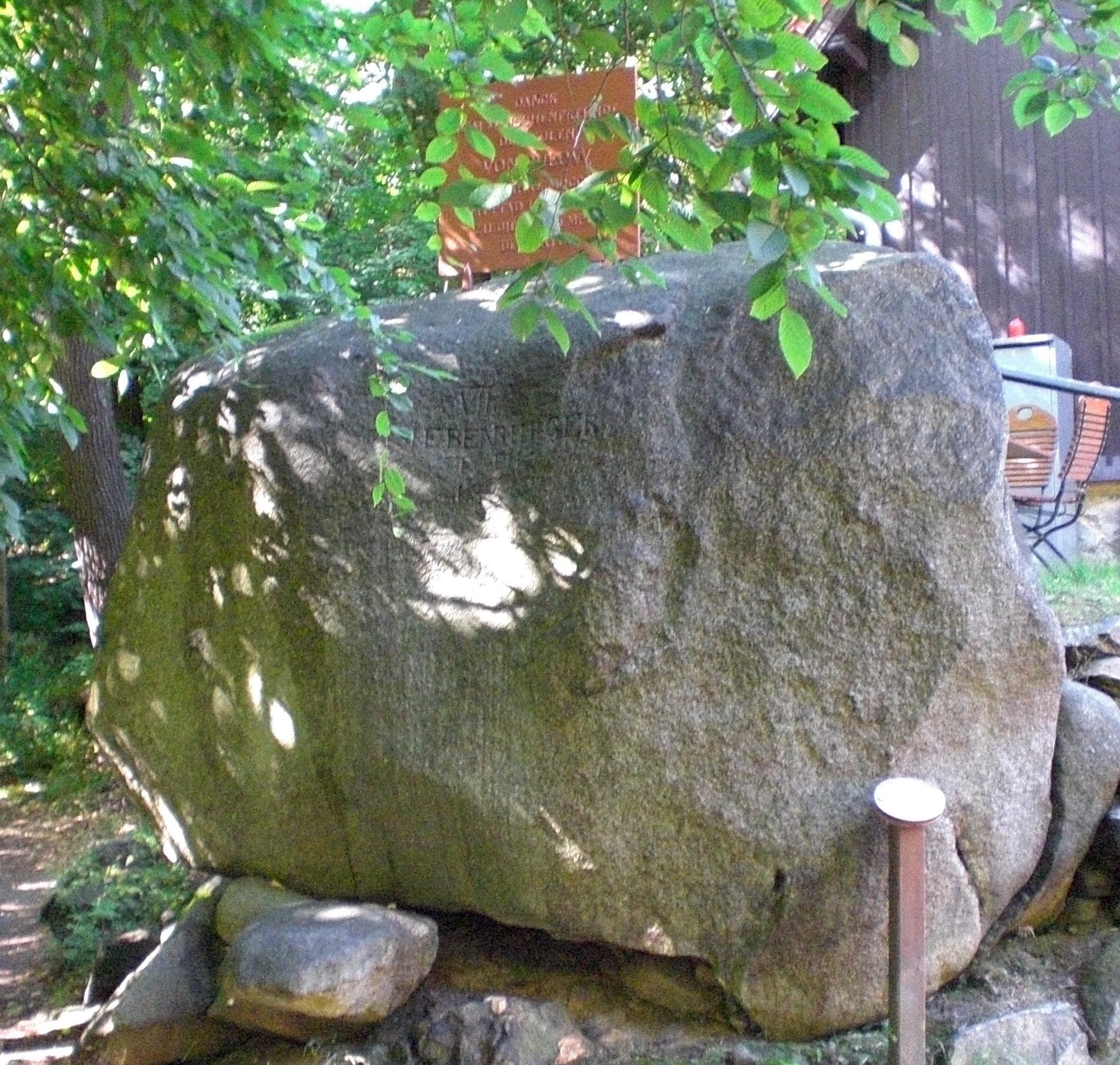
Bülow-Denkmal

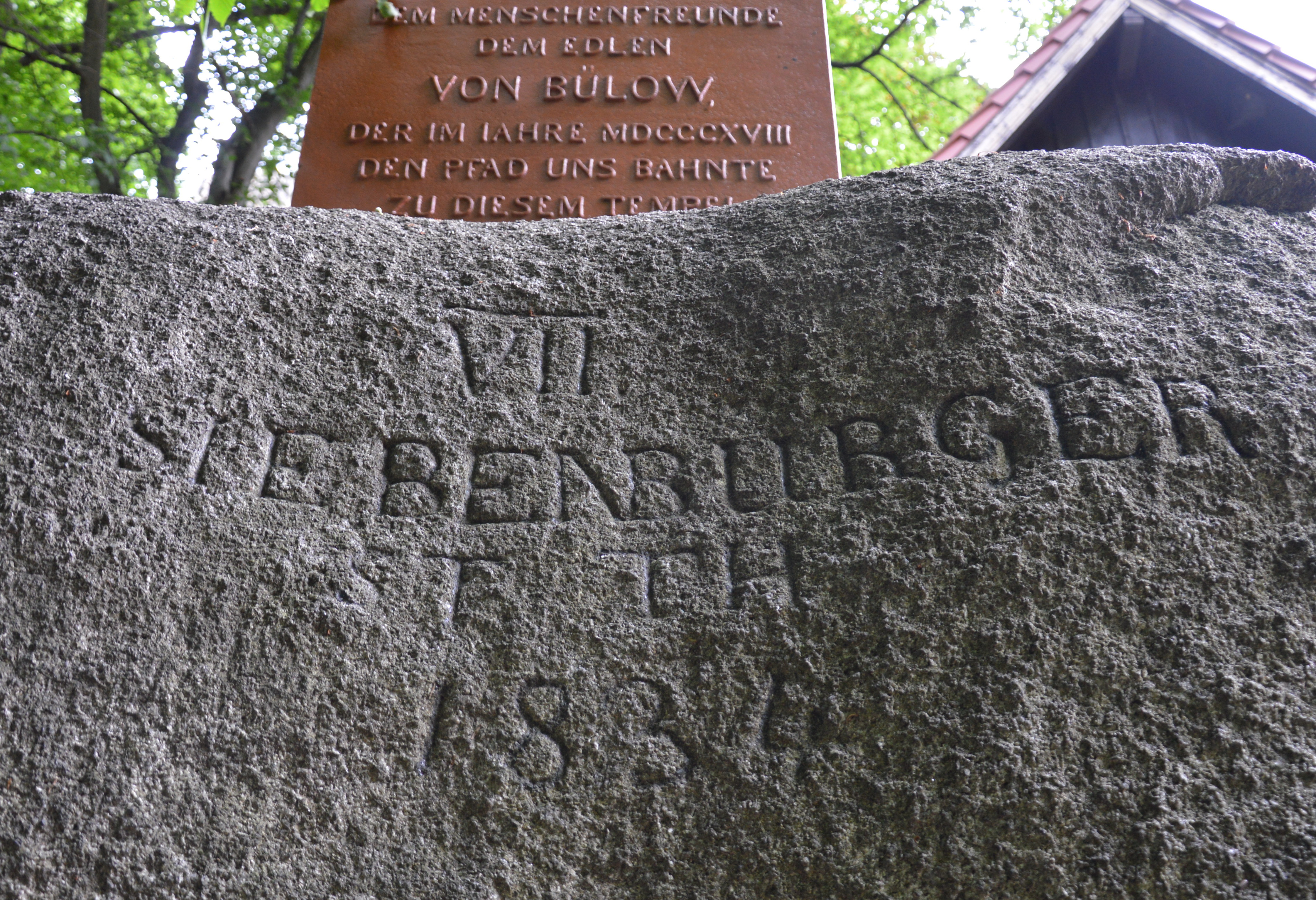
Inschrift

Das Bülow-Denkmal ist ein Denkmal im Harzer Bodetal und befindet sich unmittelbar hinter Königsruhe in Richtung Treseburg.
Es wurde für den Thaler Oberforstmeister Heinrich August Wilhelm von Bülow errichtet. Er soll zwischen 1818 und 1820 erste Wanderpfade durch das Bodetal sowie über die Schurre zur Roßtrappe angelegt haben, wofür ihm das Denkmal gewidmet wurde. Alte Berichte sprechen dieses Verdienst jedoch auch einem Forstmeister Eyber zu, der dafür die Genehmigung von Bülows eingeholt habe.
Das Denkmal besteht aus einem großen Stein, auf dessen Oberseite eine Metallplatte aufgesetzt wurde. Die Platte trägt die Inschrift:
DEM MENSCHENFREUNDE

DEM EDLEN

VON BÜLOW

DER IM JAHRE MDCCCXVIII

DEN PFAD UNS BAHNTE

ZU DIESEM TEMPEL

DER NATUR

In der Frontseite des Steins befindet sich darüber hinaus die Inschrift:
VII

SIEBENBURGER

ST    TH

1834